# علم الآثار البيئي

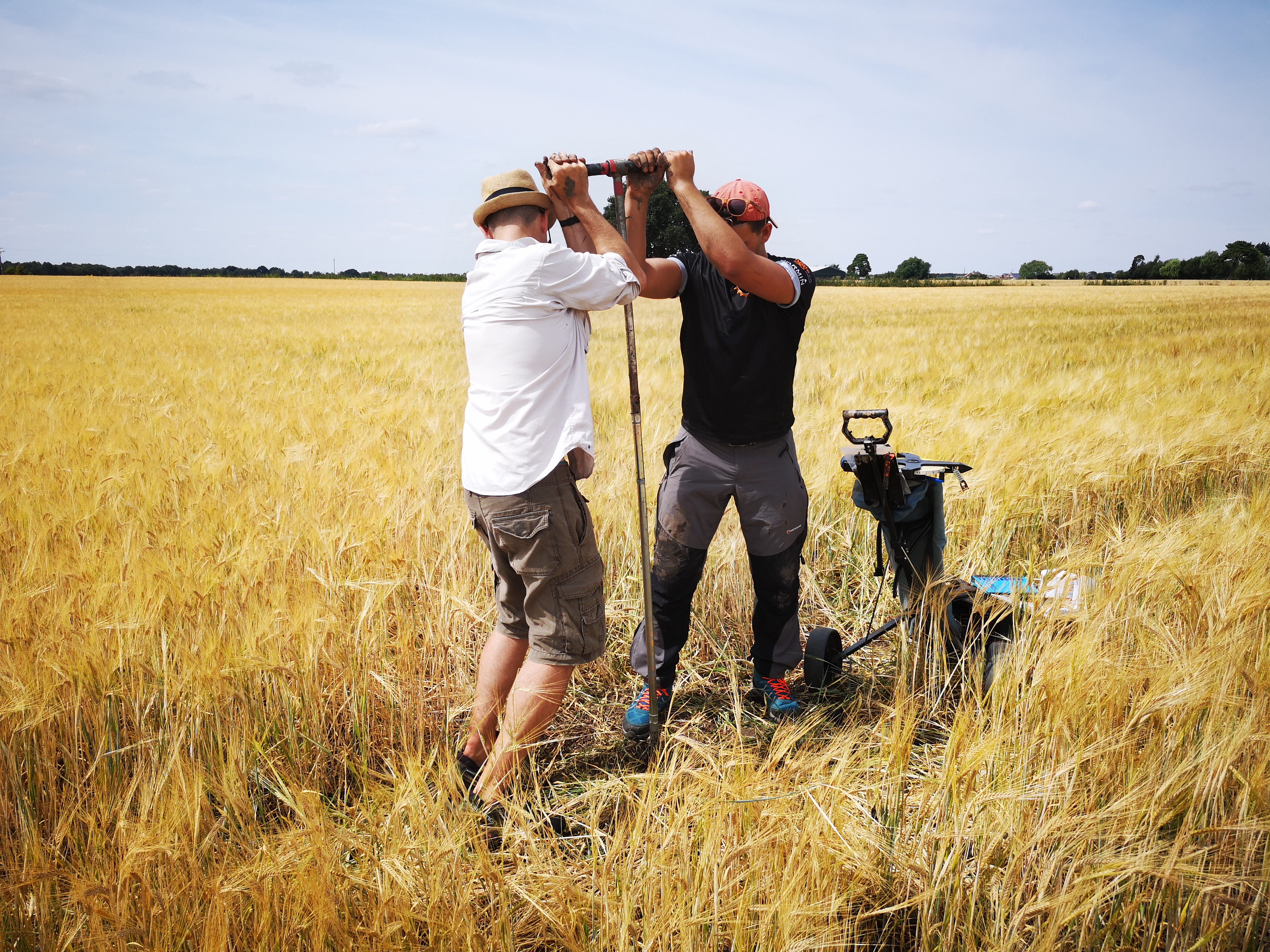
المسح الجيولوجي الأثري للوحدات الطبقية باستخدام وحدة أخذ العينات متعددة الاستخدامات، وهي أداة شائعة لدى علماء الآثار البيئية.

علم الآثار البيئي هي مجال فرعي من علم الآثار ظهر في السبعينيات، وهو علم يُعنى بإعادة بناء العلاقات بين المجتمعات الماضية والبيئات التي عاشت فيها. يمثل هذا المجال منهجًا أثريًا-بيئيًا قديمًا لدراسة البيئة القديمة من خلال أساليب علم البيئة البشرية القديمة وغيرها من علوم الأرض. توفر إعادة بناء البيئات الماضية وعلاقات الشعوب السابقة وتفاعلاتها مع المناظر الطبيعية التي سكنوها، لعلماء الآثار رؤى ثاقبة حول أصول وتطور البيئات البشرية والأنظمة البشرية. يشمل ذلك مواضيع مثل التكيفات مع تغير نمط الحياة في عصور ما قبل التاريخ والممارسات الاقتصادية.
ينقسم علم الآثار البيئية عادة إلى ثلاثة فروع فرعية:
- علم النبات القديم (دراسة بقايا النباتات)
- علم الآثار الحيواني (دراسة بقايا الحيوانات)
- علم آثار الأرض (دراسة العمليات الجيولوجية وعلاقتها بالسجل الأثري)

غالبًا ما تتضمن الآثار البيئية دراسة بقايا النباتات والحيوانات من أجل استقصاء أنواع النباتات والحيوانات التي كانت موجودة في وقت المستوطنات البشرية في عصور ما قبل التاريخ، وكيف تعاملت المجتمعات السابقة معها. قد تتضمن أيضًا دراسة البيئة الطبيعية ومدى تشابهها أو اختلافها في الماضي مقارنة بالوقت الحاضر. يمثل عنصر مهم في هذه التحليلات دراسة عمليات تكوين الموقع.
يُعد هذا المجال مفيدًا بشكل خاص عندما تكون القطع الأثرية غائبة عن موقع نُقب فيه أو مُسح، أو في حالات تحرك التربة، مثل التعرية، التي قد تكون قد دفنت القطع الأثرية والمعالم الأثرية. في حين أن الفروع الفرعية المتخصصة، مثل علم الآثار الحيوي أو علم شكل الأرض، تُعرّف بالمواد التي تدرسها، فإن مصطلح "البيئي" يُستخدم كقالب عام للدلالة على مجال عام للبحث العلمي ينطبق عبر الفترات الزمنية والمناطق الجغرافية التي يدرسها علم الآثار ككل.

## الحقول الفرعية

### علم النبات القديم

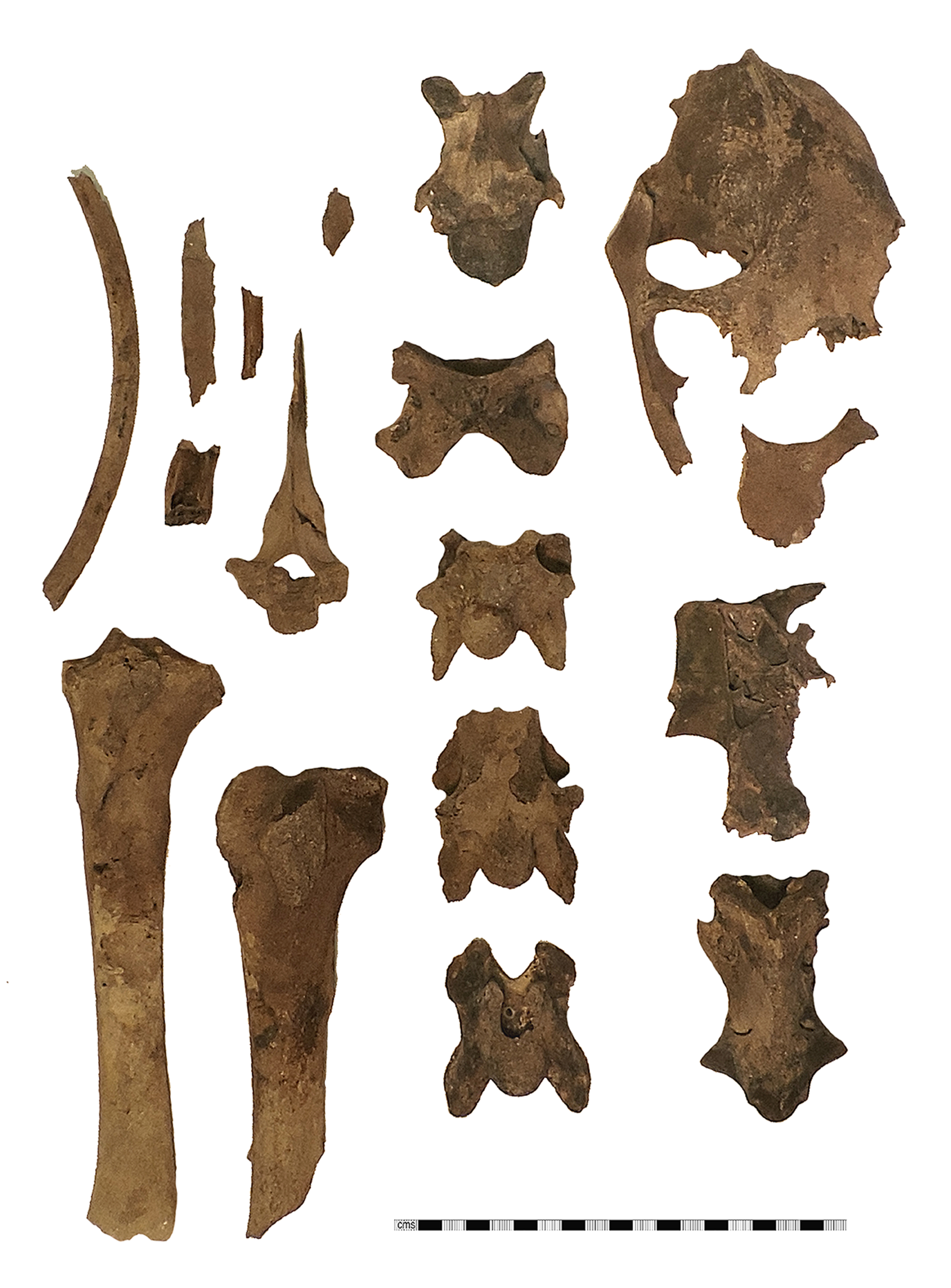
بقايا الحيوانات

يُعد علم النبات القديم دراسة وتفسير بقايا النباتات. فمن خلال تحديد استخدامات النباتات في السياقات التاريخية، يستطيع الباحثون إعادة بناء الأنظمة الغذائية للبشر في الماضي، بالإضافة إلى تحديد استراتيجياتهم الاقتصادية المعيشية والاقتصاد النباتي. ويوفر هذا الأمر رؤى أكبر حول السلوكيات الاجتماعية والثقافية للشعوب. على سبيل المثال، يمكن أن يكشف تحليل عينات مثل فحم الخشب عن مصدر الوقود أو مواد البناء لمجتمع ما. وغالبًا ما يدرس علماء الآثار النباتية أيضًا بقايا البذور والفواكه، إلى جانب حبوب اللقاح والنشا. يمكن حفظ النباتات بطرق متنوعة، ولكن الأكثر شيوعًا هي التكربن والإشباع بالماء والتمعدن والتجفيف. ومن المجالات الفرعية لعلم الآثار النباتية هو علم النباتات الشعبي، والذي ينظر بشكل أكثر تحديدًا في العلاقة بين النباتات والبشر، والآثار الثقافية التي أحدثتها النباتات ولا تزال تحدثها على المجتمعات البشرية. ويهتم هذا المجال باستخدام النباتات كغذاء ومحاصيل أو كدواء، بالإضافة إلى التأثيرات الاقتصادية للنباتات.

### علم الآثار الحيواني
علم الآثار الحيوانية يدرس بقايا الحيوانات لفهم المجتمعات البشرية التي عاشت معها. يمكن لهذه البقايا أن تكشف عن افتراس البشر للحيوانات (أو العكس) أو عن استئناسها. إلى جانب توضيح العلاقات بين الحيوانات والبشر، فإن العثور على عظام الحيوانات، جلودها، أو حمضها النووي في مكان ما يمكن أن يصف البيئة الطبيعية والمناخ السابق لذلك الموقع.

### علم آثار الأرض
علم آثار الأرض هي دراسة المناظر الطبيعية والعمليات الجيولوجية. وتنظر في البيئات ضمن الجدول الزمني البشري لتحديد كيف ربما أثرت المجتمعات الماضية على البيئة أو تأثرت بها. غالبًا ما تُدرس الرواسب والتربة لأنها المكان الذي توجد فيه غالبية القطع الأثرية، ولكن أيضًا لأن العمليات الطبيعية والسلوك البشري يمكن أن يغير التربة ويكشف تاريخها. وبصرف النظر عن الملاحظة البصرية، غالبًا ما تستخدم برامج الكمبيوتر والتصوير عبر الأقمار الصناعية لإعادة بناء المناظر الطبيعية أو الهندسة المعمارية القديمة.

### مجالات أخرى ذات صلة
نظرًا للطبيعة متعددة التخصصات لعلم الآثار بشكل عام، ونطاق البحث في علوم الأرض والعلوم البيئية، وإمكانية المنهجيات، فقد تفرع علم الآثار البيئي وارتبط بعدد من المجالات الأخرى ليشمل العديد من المجالات المتقاطعة والفرعية مثل:
- علم الآثار الجوي [الإنجليزية]
- علم دراسة الفحم [الإنجليزية]- دراسة بقايا الفحم المحفوظة.
- علم الآثار الفلكي - دراسة متعددة التخصصات لعلم الفلك في الثقافات.
- علم الأحياء الأثرية
- علم الحشرات الأثري
- الجيوفيزياء الأثرية – تقنيات الاستشعار الفيزيائي غير الغازية المستخدمة للتصوير أو رسم الخرائط الأثرية
- العلوم الأثرية [الإنجليزية] – تطبيق التقنيات العلمية على علم الآثار.
- القياس المغناطيسي الأثري [الإنجليزية] – الكشف المغناطيسي عن القطع الأثرية والسمات الأثرية.
- بحوث أرشيفية - نوع من البحث يستخدم أدلة من السجلات الأرشيفية.
- علم البيئة البشرية وعلم الآثار الحيوي
- علم الآثار الساحلي
- علم الآثار الحسابي [الإنجليزية] – تخصص فرعي في علم الآثار
- التاريخ البيئي – تخصص في التاريخ
- علم شكل الأرض – الدراسة العلمية لتضاريس الأرض
- علم آثار المناظر الطبيعية – تخصص فرعي في علم الآثار والنظرية الأثرية
- تاريخ المناظر الطبيعية [الإنجليزية] – دراسة التغيرات في البيئة المادية الناجمة عن الأنشطة البشرية.
- علم الآثار البحرية – دراسة أثرية لتفاعل الإنسان مع البحر
- علم المناخ القديم – دراسة التغيرات في المناخ القديم
- علم البيئة القديمة – دراسة التفاعلات بين الكائنات الحية وبيئاتها عبر المقاييس الزمنية الجيولوجية
- أبحاث العصر الرباعي
- الاستشعار عن بعد [الإنجليزية]
- بالإضافة إلى المجالات المتعلقة بتقنيات التأريخ الزمني المختلفة؛ بما في ذلك التأريخ بالكربون المشع، والتأريخ بالتالق، والتأريخ المغناطيسي الأثري.

## التاريخ

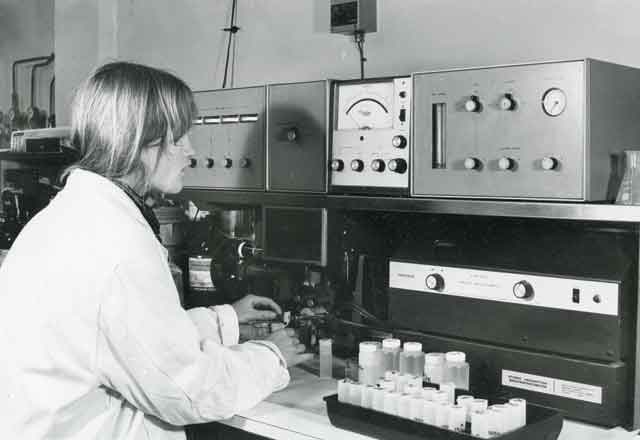
قسم البيئة البشرية في معهد الآثار التابع لجامعة لندن في سبعينيات القرن العشرين.

لقد برز علم الآثار البيئي كتخصص متميز منذ النصف الثاني من القرن العشرين. وقد ازداد أهميته بسرعة في السنوات الأخيرة، وأصبح الآن مكونًا أساسيًا في معظم مشاريع التنقيب. هذا المجال متعدد التخصصات، ويعمل علماء الآثار البيئية، وعلماء البيئة القديمة، جنبًا إلى جنب مع علماء الآثار وعلماء الأنثروبولوجيا المتخصصين في دراسات الثقافة المادية لتحقيق فهم أكثر شمولاً لسبل عيش الإنسان في الماضي وتفاعلات الناس مع البيئة، وخاصة كيف أثر الإجهاد المناخي على البشر وأجبرهم على التكيف.
في علم الآثار خلال ستينيات القرن الماضي، كان يُنظر إلى البيئة على أنها تتفاعل "بشكل سلبي" مع البشر. ومع إدراج الداروينية والمبادئ البيئية، بدأ هذا النموذج في التحول. وقد أكدت النظريات والمبادئ البارزة في ذلك الوقت (نظرية الواحة، الكارثية، والمدى الطويل) هذه الفلسفة. على سبيل المثال، ناقشت الكارثية كيف يمكن للكوارث الطبيعية أن تكون العامل الحاسم في بقاء المجتمع. يمكن أن يكون للبيئة تأثيرات اجتماعية وسياسية واقتصادية على المجتمعات البشرية. أصبح من الأهمية بمكان للباحثين النظر إلى التأثير المباشر الذي يمكن أن تحدثه البيئة على المجتمع. أدى ذلك إلى ظهور نظرية المدى المتوسط والأسئلة الرئيسية التي طرحها علم الآثار البيئي في القرنين العشرين والحادي والعشرين. وقد أدت الأبحاث منذ ذلك الحين بعلم الآثار البيئي إلى استنتاجين رئيسيين: أن الإنسانية نشأت في إفريقيا وأن الزراعة نشأت في جنوب غرب آسيا. تحول مهم آخر في التفكير داخل هذا المجال تركز حول مفهوم فعالية التكلفة. ففي السابق، كان علماء الآثار يعتقدون أن البشر يتصرفون عادة لزيادة استخدامهم للموارد إلى أقصى حد، لكنهم توصلوا منذ ذلك الحين إلى الاعتقاد بأن هذا ليس هو الحال. وتشمل النظريات/المبادئ اللاحقة الاجتماعية والفاعلية، والتركيز على العلاقات بين المواقع الأثرية. كما شكلت عمليات تدقيق البحوث الحكومية و"تسويق" علم الآثار البيئي هذا التخصص الفرعي في الآونة الأخيرة.

## الأساليب
يتعامل علماء الآثار البيئية مع الموقع من خلال التقييم و/أو التنقيب. يسعى التقييم إلى تحليل الموارد والمصنوعات الأثرية الموجودة في منطقة ما وأهميتها المحتملة. يأخذ التنقيب عينات من طبقات مختلفة في الأرض ويستخدم استراتيجية مشابهة للتقييم. تشمل العينات التي يُبحث عنها عادة بقايا الإنسان والحيوان، حبوب اللقاح والجراثيم، الخشب والفحم، الحشرات، وحتى النظائر المشعة. يمكن أن تكون الجزيئات الحيوية مثل الدهون والبروتينات والحمض النووي عينات كاشفة. فيما يتعلق بالجيولوجيا الأثرية، غالبًا ما تستخدم أنظمة الكمبيوتر الخاصة بـالطبوغرافيا وصور الأقمار الصناعية لإعادة بناء المناظر الطبيعية. نظام المعلومات الجغرافية (GIS) هو نظام حاسوبي يمكنه معالجة البيانات المكانية وإنشاء مناظر طبيعية افتراضية. يمكن إعادة بناء سجلات المناخ من خلال مؤشرات علم المناخ القديم، والتي يمكن أن توفر معلومات عن درجات الحرارة، وهطول الأمطار، والغطاء النباتي، وغيرها من الظروف المعتمدة على المناخ. يمكن استخدام المؤشرات لتوفير سياق للمناخ الحالي ومقارنة المناخ الماضي بالحاضر.

## الأهمية

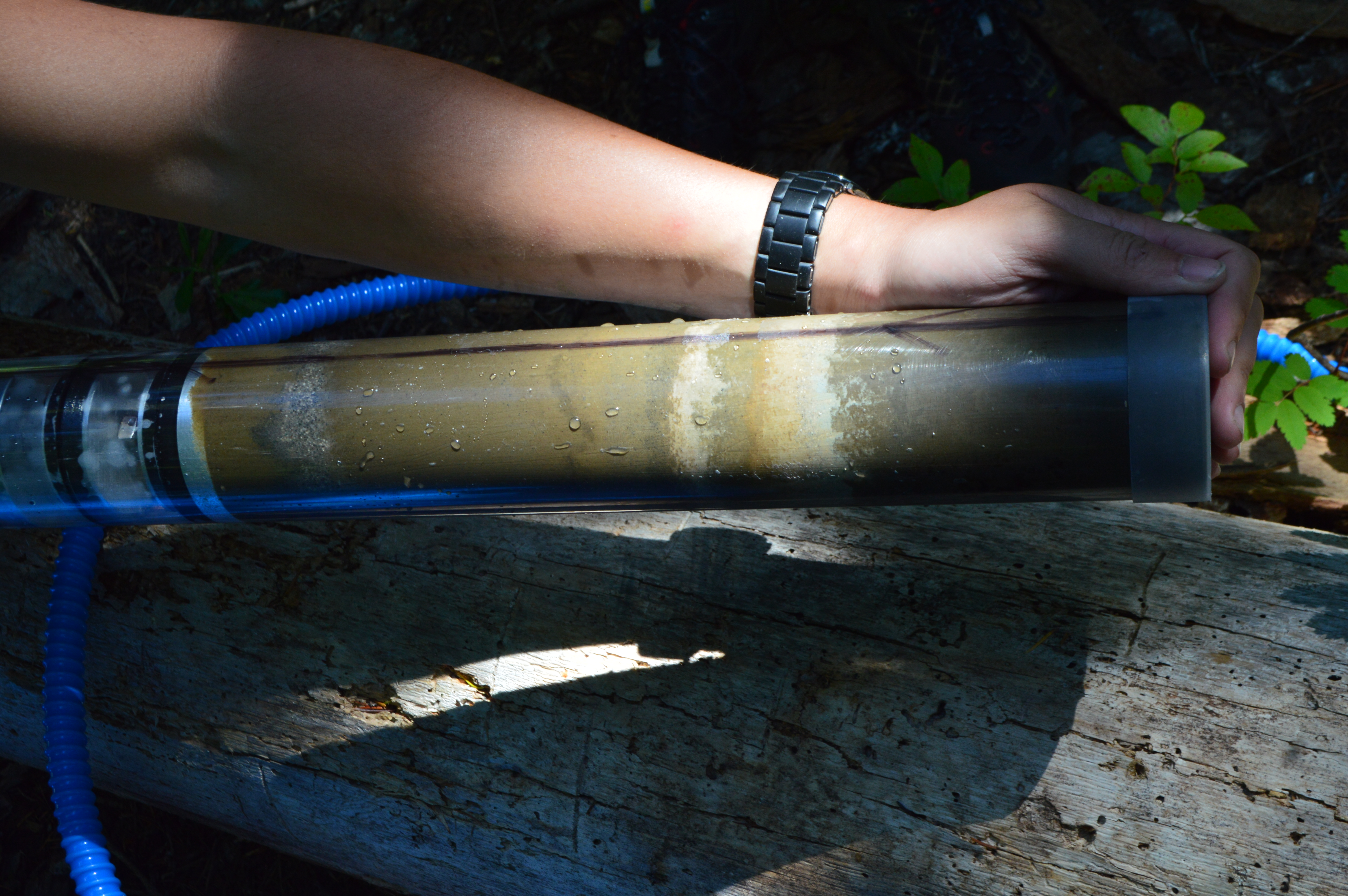
اُستخدمت رواسب البحيرة لمساعدة علماء الآثار في إعادة بناء المناخات الماضية.

يركز كل مجال ضمن علم الآثار البيئي على جمع معلومات حول جانب مختلف من علاقة البشر ببيئتهم المحيطة. تتحد هذه المكونات (إلى جانب الأساليب من المجالات الأخرى) معًا لفهم نمط حياة المجتمع السابق وتفاعلاته مع بيئته بشكل كامل. يمكن تحديد الجوانب السابقة لاستخدام الأراضي، وإنتاج الغذاء، واستخدام الأدوات، وأنماط الاستيطان، ويمكن تطبيق هذه المعرفة على التفاعلات الحالية والمستقبلية بين الإنسان والبيئة. من خلال الافتراس والزراعة وإدخال الكائنات الحية المتفردة إلى بيئات جديدة، غيّر البشر البيئات السابقة. يمكن أن يساعدنا فهم هذه العمليات الماضية في متابعة عمليات الحفظ والترميم في الوقت الحاضر.
يوفر علم الآثار البيئي نظرة ثاقبة حول الاستدامة وسبب انهيار بعض الثقافات بينما نجت أخرى. لقد حدث الانهيار المجتمعي عدة مرات عبر التاريخ، ومن أبرز الأمثلة على ذلك حضارة المايا. باستخدام تقنية تحليل عينات رواسب البحيرات وإعادة بناء المناخ التي نوقشت سابقًا، تمكن علماء الآثار من إعادة بناء المناخ السائد في زمن المايا. على الرغم من أن شبه جزيرة يوكاتان عانت من جفاف شديد وقت انهيار مجتمع المايا، إلا أن العديد من العوامل الأخرى ساهمت في زوالهم. إزالة الغابات، والزيادة السكانية، والتلاعب بالأراضي الرطبة ليست سوى عدد قليل من النظريات حول سبب انهيار حضارة المايا، لكن كل هذه العوامل عملت جنبًا إلى جنب للتأثير سلبًا على البيئة. من منظور الاستدامة، تتيح دراسة كيفية تأثير المايا على البيئة للباحثين رؤية كيف أثرت هذه التغييرات بشكل دائم على المشهد الطبيعي والسكان اللاحقين الذين يعيشون في المنطقة.
يواجه علماء الآثار ضغوطًا متزايدة لإثبات أن لعملهم تأثير يتجاوز نطاق التخصص. وقد دفع هذا علماء الآثار البيئيين إلى الزعم بأن فهم التغيرات البيئية الماضية ضروري لنمذجة النتائج المستقبلية في مجالات مثل تغير المناخ وتغير الغطاء الأرضي وصحة التربة والأمن الغذائي.

### المساهمين البارزين
- جون بيركس، عالم نبات وأستاذ فخري في جامعة برغن وكلية لندن الجامعية، يشتهر بتقنياته الكمية الجديدة في علم البيئة القديمة للحقبة الرباعية. تركز أبحاثه المكثفة على التاريخ النباتي والبيئي للسنوات العشرة إلى العشرين ألف الماضية عبر مناطق مختلفة، بما في ذلك فينوسكنديا، والمملكة المتحدة، ومينيسوتا، ويوكون، وسيبيريا، والتبت.
- دون بروثويل (1933–2016)، كان عالم آثار وأنثروبولوجيا بريطانيًا متميزًا، تخصص في علم البيئة البشرية القديمة وعلم الآثار البيئي. امتدت مسيرته المهنية عبر العديد من المؤسسات البارزة بما في ذلك جامعة كامبريدج، والمتحف البريطاني، وجامعة لندن، وجامعة يورك. احتُفل ببروثويل كرائد في العلوم الأثرية، حيث ساهم بشكل كبير في دراسة بقايا الإنسان والحيوان، وأسس مجلة علم الآثار (مجلة العلوم الأثرية).
- كارل بوتزر هو رائد بارز في علم الآثار البيئي وقد فاز بالعديد من الجوائز وأجرى أبحاثًا في مجالات علم الآثار والجغرافيا والجيولوجيا.[26][27]
- إريك هيغز بحث في تطور الزراعة في آسيا وطريقة "تحليل حوض الموقع"، التي تنظر في استغلال الأراضي بناءً على إمكانات الأرض.
- دوغلاس كينيت هو عالم آثار بيئي وعالم بيئة سلوك بشري مثير للجدل، معروف بعمله الذي يبحث في كيفية تأثير تغير المناخ على حضارة المايا في تطورها وتفككها،[28] ومساهماته كعضو في مجموعة أبحاث المذنبات في فرضية تأثير درياس الأصغر المثيرة للجدل والمتنازع عليها، والتي تؤكد أن ثقافة كلوفيس قد دُمرت بواسطة وابل من المذنبات. كانت ورقته الأكثر انتشارًا بالتعاون مع علماء آثار توراتيين يعتقدون أنهم اكتشفوا مدينة سدوم القديمة في تل الحمام، الأردن، وأنها دُمرت بواسطة مذنب.[29] في 15 فبراير 2023، نُشرت الملاحظة التحريرية التالية على هذه الورقة: "يُنبه القراء إلى أن المخاوف التي أثيرت حول البيانات المقدمة واستنتاجات هذا المقال قيد الدراسة من قبل المحررين. وسيتبع ذلك رد تحريري آخر بعد حل هذه القضايا."[30]
- لويس ليكي ساهم بكمية هائلة من الأبحاث في هذا المجال. يشتهر ليكي وزوجته ماري ليكي بعملهما في أصول الإنسان في إفريقيا. لويس بينفورد طور نظرية المدى المتوسط. بموجب هذه النظرية، يدرس الباحثون العلاقة بين البشر والبيئة، والتي يمكن تصويرها في نماذج.
- كاثي ويتلوك، عالمة أرض وأستاذة في جامعة ولاية مونتانا، متخصصة في التغيرات البيئية الرباعية وعلم المناخ القديم. تشتهر بأبحاثها حول "الحرائق القديمة"، والتي تستخدم عينات الرواسب لإعادة بناء أنماط الغطاء النباتي والحرائق والمناخ التاريخية (خاصة بعد حرائق يلوستون). ساهمت ويتلوك بشكل كبير في الفهم الأكاديمي لديناميكيات المناخ وتشجيع جهود الحفظ المستنيرة، وانتُخبت للأكاديمية الوطنية للعلوم في عام 2018.
- جانيت ويلمزهيرست، عالمة بيئة قديمة مقرها نيوزيلندا، وقد بحثت في السجلات الأحفورية لفحص العلاقات بين المستوطنات البشرية والاضطرابات الطبيعية، بما في ذلك الأساليب الجديدة لتأريخ البذور التي قُرِضت من قبل الفئران باستخدام الكربون لتتبع المستوطنات البولينيزية عبر الزمن.

## روابط خارجية
- جمعية الآثار البيئية
- إنجلترا التاريخية - علم الآثار البيئي
- مجلة علم البيئة القديمة البشرية
- خدمة بيانات الآثار - ببليوغرافيا الآثار البيئية
- علم الآثار البيئي - النظرية والتطبيق: نظرة إلى الماضي، والمضي قدمًا (الوصول المفتوح)